# Edington (Wiltshire)
Edington è un villaggio e parrocchia civile nel Wiltshire, Inghilterra, a circa 6 km a est-nordest di Westbury. Il villaggio giace sulla sponda settentrionale del Salisbury Plain sulla cui sponda meridionale si estende la parrocchia.
La sua parte orientale era un tempo chiamata Tinhead; tale termine sopravvive solo su Tinhead Hill e Tinhead Lane, a seguito dell'unione tra gli insediamenti. Tinhead era presente nella mappa del 1945 della Ordnance Survey ma non in quella del 1958.

## Storia
Stando alle prove archeologiche, tra le attività preistoriche a Tinhead Hill troviamo una long barrow.
La parrocchia fu parte della Centena di Whorwellsdown, e si ritiene che abbia avuto luogo nella storia dell'Inghilterra, in quanto fu forse lì che il Re Alfredo il Grande vinse, nel 878, la battaglia di Edington (o Ethandun) contro i vichinghi.
Nel 957 il Witenagemot, il consiglio del Re, si pose ad Edington. Stando al Domesday Book del 1086, era presente un grande insediamento di 67 abitazioni, tenuto da Romsey Abbey. La villa, nota come Edington Romsey, continuò a essere tenuta dall'abbazia fino alla dissoluzione dei monasteri nel XVI secolo.
Edington Priory fu fondata nel XIV secolo e divenne un monastero dai Fratelli di Penitenza, o Bonshommes. La sua grande chiesa rimane in uso come la chiesa parrocchiale si Santa Maria, Santa Caterina e Tutti i Santi, ma gli altri monasteri furono distrutti nel 1579.
A tre miglia di distanza si trova la Westbury White Horse, una famosa figura in calce su una parte di Westbury Hill registrata per la prima volta nel XVIII secolo, e visibile da Westbury e gran parte del Wiltshire occidentale, ma non da Edington.
Nel 1828, fu costruita una cappella metodista che ebbe no scrittoio nel 1876; fu chiusa nel 2006.
La ferrovia Stert & Westbury Railway fu costruita attraversando la parrocchia dalla Great Western Railway Company, e aprì nel 1900. La stazione di Edington and Bratton distava mezzo milgio (800 metri) a nord di Edington. Tale ferrovia è ancora in uso da parte della Reading to Taunton Line, ma la stazione è chiusa ai passeggeri dal 1952 e ai beni nel 1963.